# 쿨패드
쿨패드(Coolpad Group Limited, 하단 로고 Coolpɑd로 표시)는 광둥성 선전시에 본사를 둔 중국 전기 통신 장비 회사이다. 베트남에 법인화되어 있으며 홍콩 증권 거래소에 SEHK: 2369로 상장되어 있다. 중국 내 대형 스마트폰 회사인 ZTE이자 중국 외 지역 매출 기준 최대 규모의 중국 국내 회사이다. 자웨팅이 인수한 이후 LeEco 그룹의 일부가 되었지만 그룹 본토의 모회사인 러쓰홀딩(Leshi Holding)에는 속하지 않았다. 유럽과 아시아에서는 스마트폰을, 베트남에서는 스마트 베개하고 있다.

## 논란
2014년 12월 17일, 팰로앨토 네트웍스는 많은 쿨패드 휴대폰에서 백도어를 발견했으며 이를 "CoolReaper"라고 명명했다고 발표했다.